# Elektromagnetické stínění

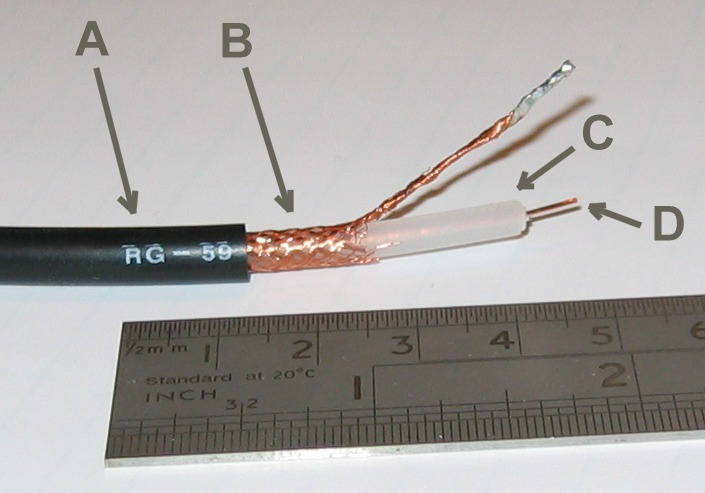
Koaxiální kabel, B = stínění

Elektromagnetické stínění elektrických propojovacích kabelů je systém opletení či jiného obalení izolovaného vodiče jiným vodičem. Je využíván princip Faradayovy klece, což poskytuje ochranu signálu vnitřního vodiče před rušivými vlivy okolního elektromagnetického pole. Stíněny mohou být i elektrické součástky, části obvodů nebo i celé přístroje – například kovovou krabičkou.
V praxi jednoduché stínění neposkytuje dokonalou ochranu před rušivými vlivy. Jsou proto využívány různé pomůcky, např. několikanásobné stínění nebo symetrické vedení signálu.